# Fonte dos Mosaicos

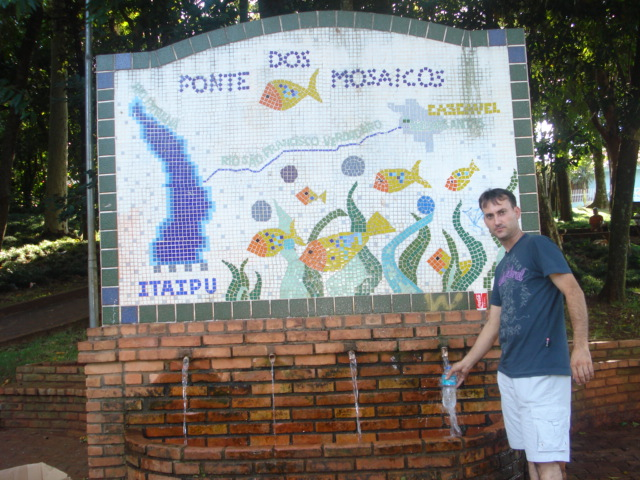
Uma das fontes

Fonte dos Mosaicos é uma espaço público de lazer e conservação ambiental, localizado na cidade de Cascavel, no estado brasileiro do Paraná, criada em 2004 para comemorar o aniversário de 52 anos de emancipação da do município.

## Características
Conta fontes de água potável oriundas das nascentes do Rio Cascavel e do Rio São Francisco. Para garantir a potabilidade, uma análise laboratorial é feita a cada semana.
Criada em 2004 numa parceria entre a Prefeitura Municipal de Cascavel e a Itaipu Binacional, pelo projeto "Cultivando Água Boa", a área localizada no Bairro Cancelli, também possui espaço para caminhadas, parque infantil e academia ao ar livre. 
São três entradas, cada uma com dois pilares de mosaicos e duas armações de metal que representam o Sol. Localizada em área central, tem dois córregos artificiais que se unificam em seu perímetro.
Em 2011, a Fonte dos Mosaicos passou por um processo de revitalização, com algumas melhorias e plantio de árvores.

## Galeria de fotos

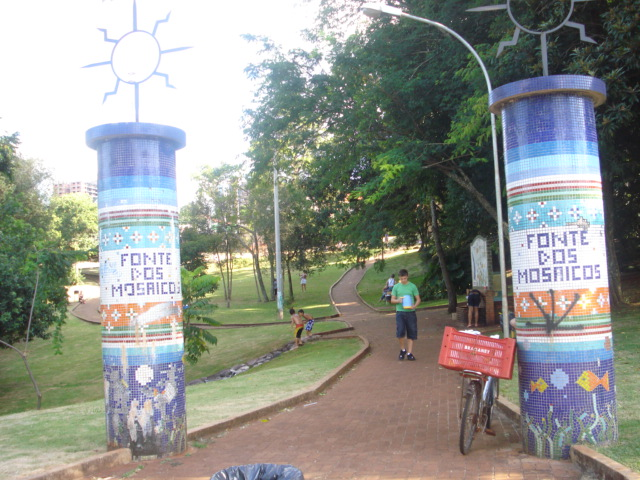
Uma das entradas
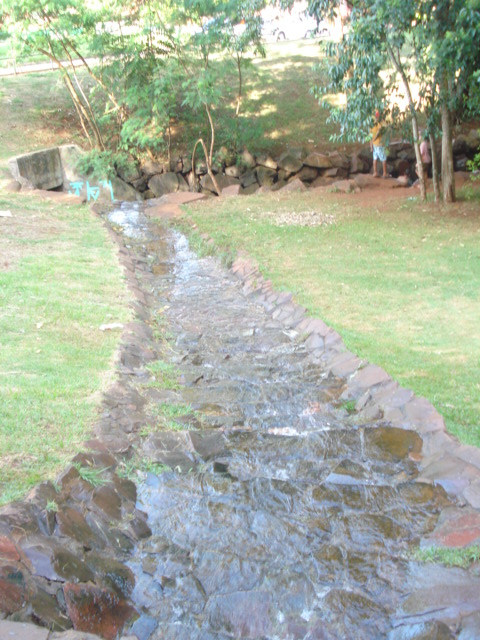
Córrego artificial
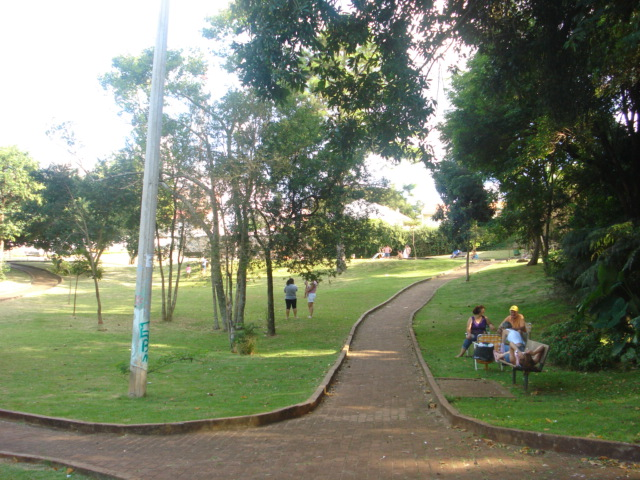
Trilha
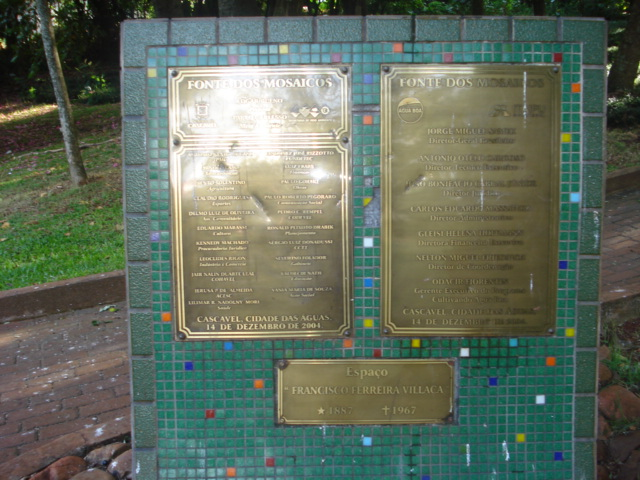
Obelisco